# أحمد غلام علي شاغلا
أحمد غلام علي شاغلا (بالأردوية: احمد غلام علی چھاگلہ)‏ (من مواليد 31 مايو 1902 - تُوفي في 5 فبراير 1953) كان مؤلفاً موسيقياً باكستانياً اشتهر بتأليف موسيقى النشيد الوطني الباكستاني عام 1950. كما أنه كان باحثاً وكاتباً، وكان أيضاً عضواً نشطاً في الجمعية الثيوصوفية.

## وصلات خارجية
- أحمد غلام علي شاغلا على موقع ميوزك برينز (الإنجليزية)
- الموقع الرسمي
- "Forty National Anthems". Michael Jamieson Bristow. مؤرشف من الأصل في 2006-05-09. اطلع عليه بتاريخ 2018-02-05.